# Tulipa thianschanica
Tulipa thianschanica ist eine Pflanzenart aus der Gattung der Tulpen (Tulipa) in der Familie der Liliengewächse (Liliaceae).

## Beschreibung
Die Zwiebeln haben einen Durchmesser von 1,5 bis 2 Zentimeter und sind eiförmig. Die Zwiebelhäute sind schwärzlichbraun, dünn ledrig und auf der Innenseite angedrückt behaart. Der Stängel ist 10 bis 15 Zentimeter lang und unbehaart. Die drei Blätter sind ausgebreitet und an der Spitze leicht zurückgebogen, lineal oder lineal-lanzettlich, 5 bis 10 Millimeter breit und überragen meist die Blüten. Der Blattrand ist kraus. Tragblätter fehlen. 
Die Blüten stehen einzeln. Die Perigonblätter sind gelb und 1,5 bis 2,5 × 0,5 bis 1,5 Zentimeter groß. Die inneren Perigonblätter sind manchmal rötlich getönt. Die Staubblätter sind 1,2 bis 1,7 Zentimeter lang und gleich. Die Staubfäden sind kahl und von der zur Spitze plötzlich erweitert. Die Griffel sind sehr kurz. 
Die Blütezeit reicht von Mai bis Juni.
Die Chromosomenzahl beträgt 2n = 24.

## Vorkommen
Tulipa thianschanica kommt in den Steppen von Kasachstan und Nordwest-Xinjiang in China in Höhenlagen von 1000 bis 1800 Meter vor.

## Systematik
Tulipa thianschanica wurde 1880 von Eduard August von Regel erstbeschrieben.